# Rifugio Franco Chiarella all'Amianthe
Rifugio Franco Chiarella all'Amianthé (Italiaans: Refuge Franco Chiarella à l'Amianthé) is een berghut in de Italiaanse Penninische Alpen. De hut ligt op 2979 meter hoogte en ligt in de gemeente Ollomont.
De hut zelf heeft twee ruimtes met in totaal 26 slaapplaatsen, een keuken, een gezelschapsruimte, een hal, een opslagplaats en een slaapruimte voor personeel. Apart van de hut staat een hokje in gebruik als wasruimte. In de winter is er niemand die de hut onderhoudt en dan is er alleen een hokje voor twaalf slaapplaatsen open.
's Winters en 's zomers kan het sneeuwen boven bij de hut.
De sectie Turijn van de Clup Alpino Italiano heeft sinds 1912 een hut op deze plek; de huidige hut stamt uit 1975.

## Beklimmingen
Vanaf de hut kunnen de volgende bergen beklommen worden:
- Grand Combin (4314 m) via Glacier de Mont Durand. AD
- Grand Tête de By (3506 m) via Col d'Amianthe (3307 m) en Glacier de Mont Durand. F
- Col Garrone (3256 m) en Glacier de By. 4 tot F
- Tête Blanche de By (3413 m) 4

## Bereikbaarheid
Bij Glassier d'Ollomont (1560 m) is een parkeerplaats waarvandaan de route 4 naar boven genomen kan worden. Over een keienpad gaat de weg omhoog langs een waterval.
Op 2000 m is er een lang, bijna vlak, stuk bij het stuwmeer Lago di By en By. Dit gebied heet Conca de By. Aan het eind van deze vlakte gaat het omhoog naar de Alm La Tza de Commune (2256 m). Op 2900 m begint het ruiger te worden en gaat het pad langs een ketting of staalkabel omhoog. Daarna is het bijna vlak naar de hut.